# Naka no shibai
Le Naka no shibai (中の芝居, Théâtre central), aussi connu sous le nom Naka-za (中座), était l'un des principaux théâtres kabuki à Osaka depuis son inauguration en 1652.

## Histoire
Construit en 1652 dans le quartier des divertissements Dotonbori d'Osaka, le Naka no Shibai est témoins des premières représentations de célèbres pièces. Étroitement associé aux proches théâtres jōruri, le Naka est souvent le premier à adopter des pièces de marionnettes à la scène kabuki et produit également dans la région de Kamigata (Kansai) les premières de pièces précédemment données à Edo. Aussi étroitement lié à d'autres théâtres de la région et à la culture théâtrale en général et à la communauté de Kamigata, Naka accueille un certain nombre de compétitions entre les acteurs et troupes ainsi que des cérémonies de réconciliation entre des acteurs qui se sont querellés ainsi que divers autres événements de la communauté théâtrale.
Parmi les pièces qui ont connu leurs premières au Naka no Shibai figurent Natsu Matsuri Naniwa Kagami (1745), Yoshitsune Senbon-sakura (août 1748) et Kanadehon Chūshingura (déc. 1748), jouée en tant que pièce de marionnettes six mois plus tôt. Ichi-no-Tani Futaba Gunki est produit pour la première fois à Osaka au Naka no Shibai en 1752, ainsi que Meiboku Sendai Hagi en 1777.
Deux fois détruit par un incendie au cours de l'ère Meiji (1868-1912), le théâtre est reconstruit presque immédiatement dans les deux cas et voit l'installation de l'électricité lors de la reconstruction de 1884. En 1920, le théâtre est acheté par la société de production  Shōchiku et rebaptisé Naka-za. En novembre 1927, au cours d'une représentation de Honzō Shimoyashiki, l'acteur Nakamura Jakuemon II s'effondre et meurt sur scène.
Détruit et reconstruit en 1934, le Naka-za devient le plus important théâtre de la ville, surpassant le Naniwa-za, mais est détruit avec la plupart du reste de la ville lors des bombardements d'Osaka en 1945.
Le Naka-za et de nouveau reconstruit et rouvre ses portes en 1948. D'une capacité d'environ 800 places quelles que soient ses transformations dans le temps, ce nouveau bâtiment en compte 1200. Cependant, le théâtre est fermé en 1999 par la Shōchiku en raison de problèmes financiers et des effets de l'aggravation globale de l'économie japonaise. L'ultime représentation kabuki au Naka-za est Natsu Sugata Naniwa Goyomi, avec Kataoka Hidetarō II, Arashi Tokusaburō VII, Bandō Takesaburō V, Kataoka Ainosuke VI et Kamimura Kichiya VI. Bien que le théâtre n'a pas été détruit intentionnellement à cette époque, une explosion de gaz suivie d'un incendie en septembre 2002 le réduit en cendres. Un immeuble de bureaux se trouve maintenant à sa place.

## Crédit d'auiteurs
- (en) Cet article est partiellement ou en totalité issu de l’article de Wikipédia en anglais intitulé « Naka no Shibai » (voir la liste des auteurs).